# Carumonam
Carumonam (INN) là một loại kháng sinh monobactam.